# Chevrolet Citation
La Citation è un'autovettura compact prodotta dalla Chevrolet dal 1980 al 1985.

## Il contesto
La Citation , che originariamente si sarebbe dovuta chiamare "Condor", era basata sul pianale X della General Motors, che condivideva con le Buick Skylark, Oldsmobile Omega, e Pontiac Phoenix. La Citation, ed i modelli menzionati, furono tra le prime vetture compact a trazione anteriore del gruppo General Motors. Altri esempi di modelli con trazione all'avantreno contemporanei alla Citation, furono la Honda Accord e la Volkswagen Passat.
Della Citation vennero prodotti, in totale, 1.642.587 esemplari.

## Storia
Anticipando la domanda del mercato per auto più piccole, la General Motors passò dai motori V8, ai più piccoli ed economici propulsori a quattro cilindri in linea e V6. I modelli General Motors basati sul pianale X era più leggeri di 360 kg delle vetture compact a trazione posteriore che sostituirono. Nel 1980 la Citation fu nominata Car of the Year dalla rivista Motor Trend. Nel 2009 il periodico Car and Driver criticò questa decisione, citando la scarsa qualità costruttiva e la poca affidabilità della meccanica del modello. Le vendite del 1980 furono molto alte, e le linee produttive furono insufficienti per soddisfare la domanda. Questo portò alla cancellazione di diversi ordini. Alcuni clienti aspettarono fino a nove mesi prima di ricevere la vettura.

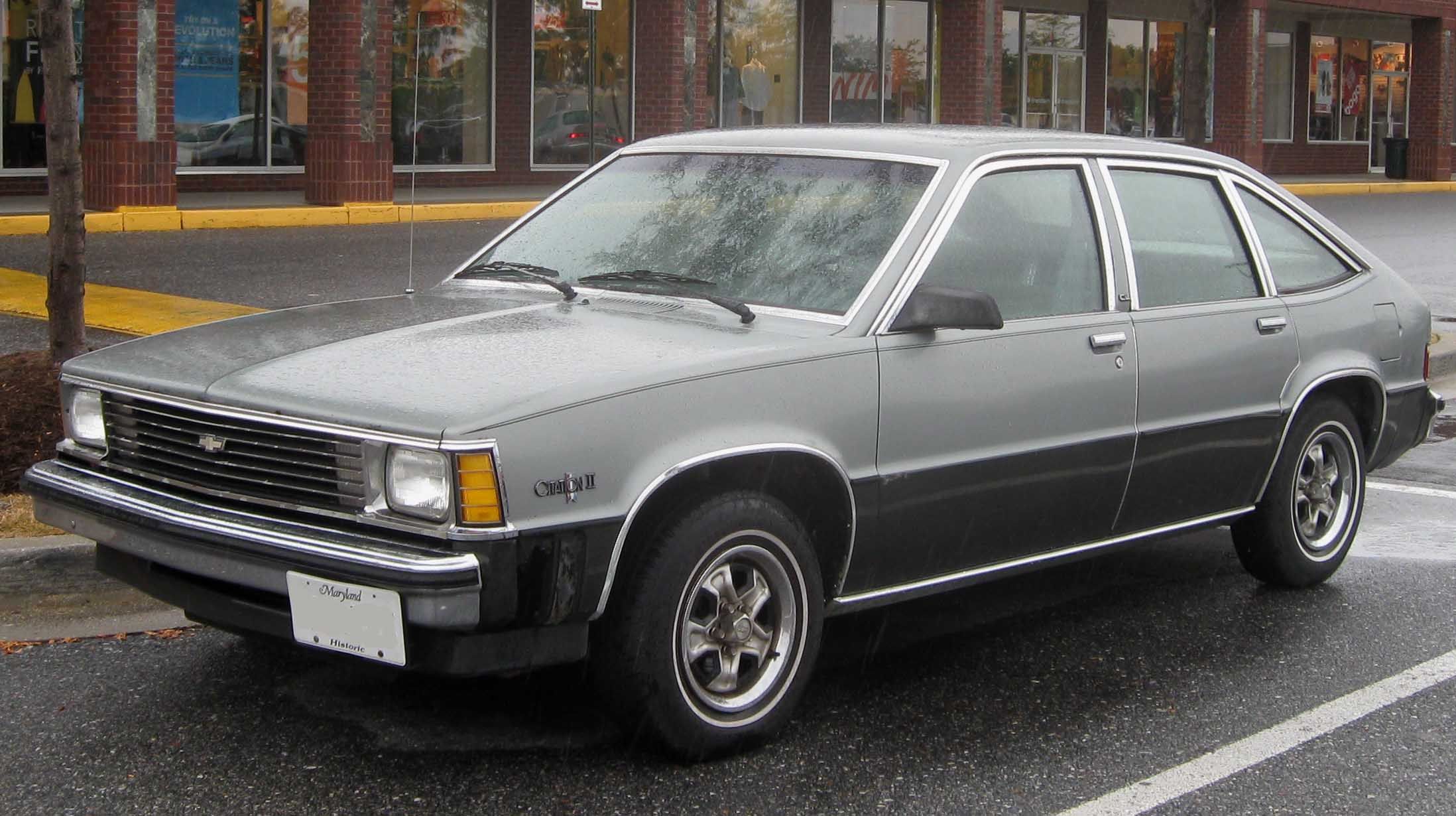
Una Chevrolet Citation II

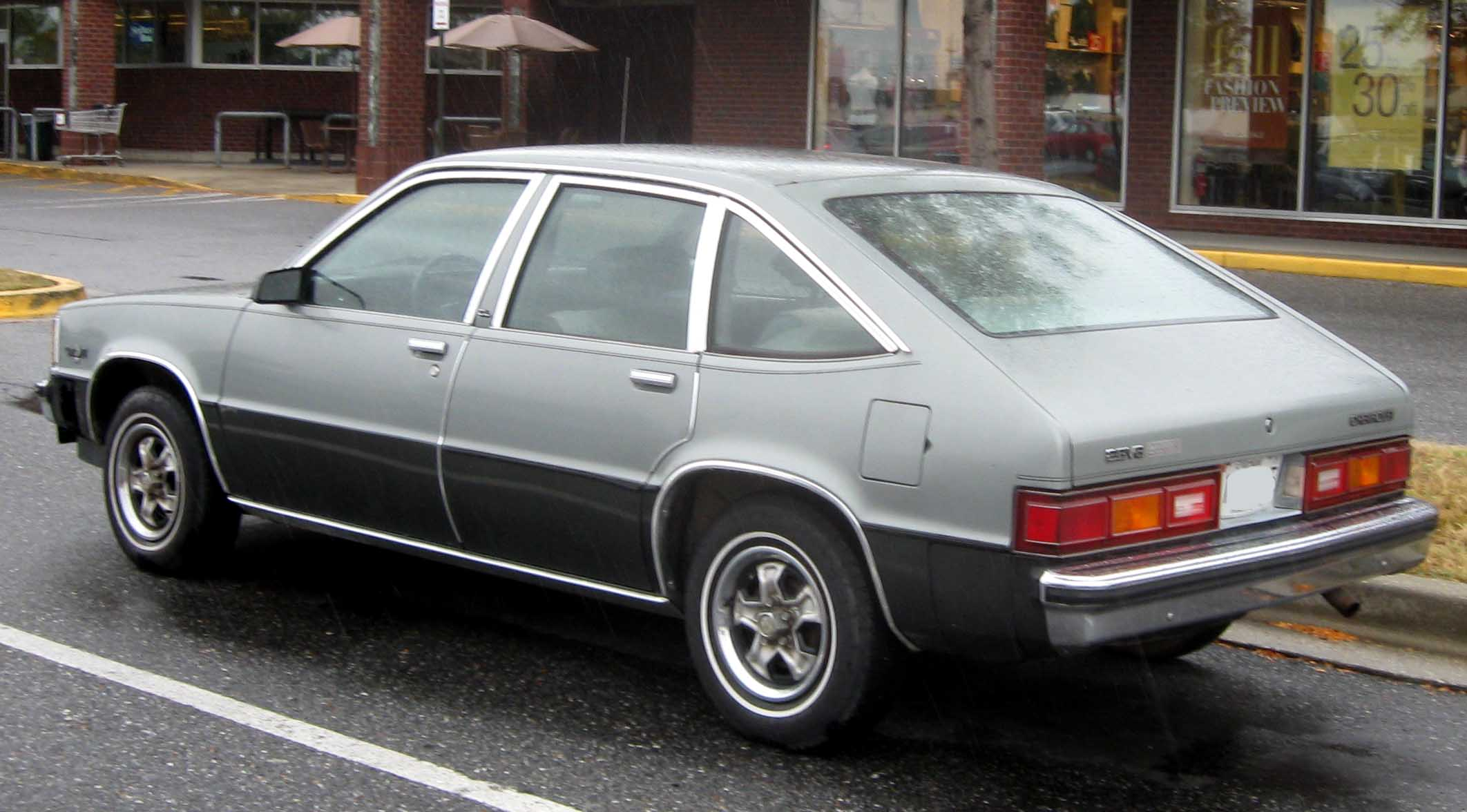
Il retro di una Chevrolet Citation II

La Citation fu il primo modello Chevrolet a trazione anteriore. Questa categoria di vetture fu pianificata nell'aprile del 1974. Il primo prototipo fu realizzato nell'estate del 1976, con l'intenzione di iniziare la produzione di serie nel 1978. Ciò non successe, principalmente per problemi con la fornitura di componenti che fino a quel momento non erano mai stati prodotti prima. La Citation fu lanciata sul mercato nel 1979 come modello per il model year 1980. Inizialmente la Citation era in vendita ad un prezzo inferiore a 6.000 dollari. Era disponibile in tre versioni, coupé due porte e hatchback tre e cinque porte. La trazione anteriore e la carrozzeria hatchback erano una novità per l'industria automobilistica statunitense, e la General Motors fu ampiamente apprezzata per l'efficiente struttura dell'auto, basata sulla piattaforma X, e per i piccoli motori montati sul modello.
Il pianale X della General Motors fu oggetto di una causa legale, che non ebbe però successo, intentata dal National Highway Traffic Safety Administration. Questo organismo denunciò la tendenza alla perdita di controllo dei modelli che erano basati su questa piattaforma, in caso di brusca frenata ed in caso di problemi al servosterzo. Comunque, le vetture basate sul pianale X vennero richiamate spesso dalla casa madre per difetti occorsi durante la fase di assemblaggio, e la reputazione della Citation ne risentì.  Ciò causò un costante calo delle vendite. I modelli prodotti nel 1984 e nel 1985 furono chiamati "Citation II", in un timido tentativo di convincere i clienti che i problemi erano stati risolti. L'introduzione di modelli Chrysler appartenenti alla stessa categoria della Citation e basati sul pianale J (ma che avevano una linea più convenzionale, come il Dodge Aries ed il Plymouth Reliant), oltre che il lancio di modelli nel 1982 della piattaforma J della Chrysler, fecero crollare le vendite della Citation. La versione coupé due porte fu tolta dal mercato nel 1981, ma venne reintrodotta nel 1982.
La Citation venne assemblata ad Oklahoma City ed a Sleepy Hollow.
L'ultima Citation uscì dalle catene di montaggio il 21 giugno 1985.

## Il progetto
Oltre ai motori già disponibili per il pianale X, la General Motors creò per la Citation e per i modelli omologhi una nuova serie di propulsori. Il motore LE2 V6 da 2,8 L di cilindrata fu il primo propulsore della famiglia dei motori V6 a 60° della General Motors. Il pianale X fu anche la base per le future piattaforme L ed N.
L'altro motore disponibile era un quattro cilindri in linea da 2,5 L.
La rivista Car and Driver, ed altri periodici dell'epoca, furono ingannati quando la GM affidò loro degli esemplari su piattaforma X-body appositamente modificati per eliminare i fenomeni di influenza della coppia motrice sullo sterzo (per i quali le vetture basate sul pianale X divennero famose). Patrick Bedard della rivista citata, dichiarò che i collaudatori furono sorpresi quando, in seguito, provarono una Citation originale, dato che riscontrarono immediatamente il problema.
I cambi disponibili erano due, il TH-125 manuale a quattro rapporti, ed una trasmissione automatica a tre rapporti. Il motore era montato anteriormente, e la trazione era all’avantreno. Erano disponibili tre tipi di carrozzerie, coupé due porte ed hatchback tre o cinque porte.
La Citation fu tolta dal mercato dopo il model year 1985 e fu sostituita dalla Beretta coupé e dalla Corsica berlina nel 1987.

## La Citation X-11
Con il lancio della versione ad alte prestazioni del modello, la Citation X-11, la Chevrolet volle ricordare al pubblico che le nuove vetture a trazione anteriore erano state progettate dagli stessi uomini che concepirono e realizzarono la Corvette e la Camaro.
Le Citation X-11 del 1980 possedevano una barra stabilizzatrice sia all'avantreno che al retrotreno, un cambio a quattro rapporti con overdrive (come optional era disponibile un cambio automatico a tre rapporti), delle sospensioni sportive, dei cerchioni in stile rallystico, uno spoiler posteriore, delle decorazioni laterali, una calandra nera, un volante sportivo, degli specchietti retrovisori in tinta ed una ricca strumentazione che comprendeva anche il contagiri. Di serie era montato un motore Pontiac a quattro cilindri in linea da 2,5 L di cilindrata, mentre come optional era possibile aver installato un propulsore Chevrolet V6 da 2,8 L con carburatore a doppio corpo, che produceva 115 CV di potenza. La Citation X-11 aveva un cambio speciale che permetteva al veicolo di raggiungere i 60 MPH in seconda marcia, ed un allungo del rapporto più basso per aiutare a colmare il divario con il rapporto immediatamente superiore. Nel 1980, la Citation X-11 era disponibile solo in versione coupé due porte e hatchback tre porte.
Dal 1981 al 1985 la Citation X-11 era dotata di un motore con carburatore a doppio corpo ancora più potente, che aveva montato dei collettori di aspirazione e di scarico maggiorati, incluso uno terminale sdoppiato, sospensioni sportive F41, speciali riduzioni del rapporto finale, pneumatici radiali, una presa d'aria in vetroresina posizionata sul cofano motore, degli specchietti sportivi, dei loghi speciali sul cofano, sullo spoiler, sulle portiere e sull'alloggiamento del filtro dell'aria. Erano disponibili due cambi, uno manuale a quattro rapporti con overdrive, installato di serie, ed un cambio automatico a tre rapporti.
Sulla Citation X-11 del 1985 era possibile avere una versione ad iniezione multipoint del V6 da 2,8 L di cilindrata.
La maneggevolezza nel modello del 1982 fu migliorata grazie allo spostamento della cremagliera dello sterzo dal parafiamma al telaietto ausiliario per il sostegno dell'avantreno.
Il motore V6 da 2,8 L erogava più potenza, in assoluto, nella versione del 1981. Questa versione produceva 135 CV e 224 N•m di coppia. Il modello, nel 1981, poteva accelerare da 0 a 97 km/h in 8,5 secondi. Dal 1982 al 1984 questo propulsore produceva sempre 135 CV, ma solo 197 N•m di coppia, e ciò fu dovuto all'introduzione di nuove regole sulle emissioni inquinanti. I modelli prodotti in questo triennio potevano accelerare da 0 a 97 km/h in 9,2 secondi. La Citation del 1985 possedeva un motore ad iniezione multipoint che erogava 130 CV e 210 N•m.